# Dobrička
Dobrička (in bulgaro Добричка?) è un comune bulgaro situato nel distretto di Dobrič di 26 897 abitanti (dati 2009). È il comune più esteso della Bulgaria e non ha una località sede comunale in quanto le funzioni amministrative vengono svolte nel comune di Dobrič che è un'enclave di questo comune. Delle 68 località che compongono il comune, Alcek è il più popolato.

## Località
Il comune è formato dall'insieme delle seguenti località:
- Alcek
- Batovo
- Bdinci
- Benkovski
- Bogdan
- Božurovo
- Branište
- Carevec
- Černa
- Debrene
- Dobrevo
- Dolina
- Dončevo
- Draganovo
- Drjanovec
- Enevo
- Feldfebel Djankovo
- General Kolevo
- Gešanovo
- Hitovo
- Kamen
- Karapelit
- Kotlenci
- Kozlodujci
- Kragulevo
- Lomnica
- Lovčanci
- Ljaskovo
- Malka Smolnica
- Medovo
- Metodievo
- Miladinovci
- Novo Botevo
- Odărci
- Odrinci
- Opanec
- Orlova mogila
- Ovčarovo
- Paskalevo
- Pčelino
- Pčelnik
- Plači Dol
- Pobeda
- Podslon
- Polkovnik Ivanovo
- Polkovnik Minkovo
- Polkovnik Sveštarovo
- Popgrigorovo
- Prilep
- Primorci
- Rosenovo
- Samuilovo
- Svoboda
- Slaveevo
- Slivenci
- Smolnica
- Sokolnik
- Stefan Karadža
- Stefanovo
- Stožer
- Tjanevo
- Vedrina
- Vladimirovo
- Vodnjanci
- Vračanci
- Vratarite
- Žitnica
- Zlatija